# I Get Evil (альбом Сема Лея)
I Get Evil — студійний альбом американського блюзового музиканта Сема Лея, випущений у 2003 році лейблом Random Chance.

## Про альбом
Цей альбом ударник Сем Лей записав на лейблі Random Chance у 2003 році. Сесія звукозапису відбулась 25 березня 2003 року на студії Bluesland Studio в Нешвіллі, Теннессі; у ній взяли участь Сем Лей (вокал, ударні та гітара), Фред Джеймс (гітара), Кен Сміт (бас) і Селія Енн Прайс (фортепіано та орган). На цьому альбом Лей вперше акомпанував собі на соло-гітарі.
Серед пісень в основному кавер-версії стандартів та хітів «You're So Fine» Літтла Волтера, «Rock Me Baby» Б. Б. Кінга, «Black Nights» Лоуелла Фулсона, «I Get Evil» Альберта Кінга, «Boogie Chillen» Джона Лі Гукера, «Fannie Mae» Бастера Брауна та ін.

## Список композицій
1. «You're So Fine» (Волтер Джейкобс) — 4:16
2. «Black Night» (Фетс Вашингтон) — 5:17
3. «Rock Me Baby» (Б. Б. Кінг, Джо Джосі) — 5:01
4. «I Get Evil» (Альберт Кінг) — 4:01
5. «Mean Disposition» (Маккінлі Морганфілд) — 5:46
6. «Boogie Chillen» (Джон Лі Гукер) — 4:11
7. «Fannie Mae» (Бастер Браун) — 4:41
8. «Still a Fool» (Маккінлі Морганфілд) — 3:20
9. «Hands Off» (Прісцилла Боумен, Джей Макшенн) — 3:00
10. «Sam's Big Boy» (Сем Лей) — 3:19

## Учасники запису
- Сем Лей — вокал, ударні, гітара (3, 6, 8, 10)
- Фред Джеймс — гітара
- Кен Сміт — бас-гітара
- Селія Енн Прайс — фортепіано, орган